# بولا وينشتاين
بولا وينشتاين (بالإنجليزية: Paula Weinstein)‏، هي منتجة أفلام أمريكية، أنتجت عدة أفلام ومنها فيلم لوني تونز: باك إن أكشن عام 2003م.